# McDade
McDade – jednostka osadnicza w Stanach Zjednoczonych, w stanie Teksas, w hrabstwie Bastrop.